# 阿鲁埃 (默尔特-摩泽尔省)
阿鲁埃（法語：Haroué，法語發音：[aʁwe]）是法国默尔特-摩泽尔省的一个市镇，位于该省南部，属于南锡区。

## 地理
阿鲁埃（48°28'7"N, 6°10'40"E）面积4.14 平方千米，位于法国大東部大區默尔特-摩泽尔省，该省份为法国东北部内陆省份，是洛林的一部分，北邻比利时、卢森堡，北起顺时针与摩泽尔省、下莱茵省、孚日省和默兹省接壤。
与阿鲁埃接壤的市镇（或旧市镇、城区）包括：阿夫拉库尔、克朗特努瓦、热贝库尔和阿普勒蒙、奥尔姆和维尔、沃德维尔。

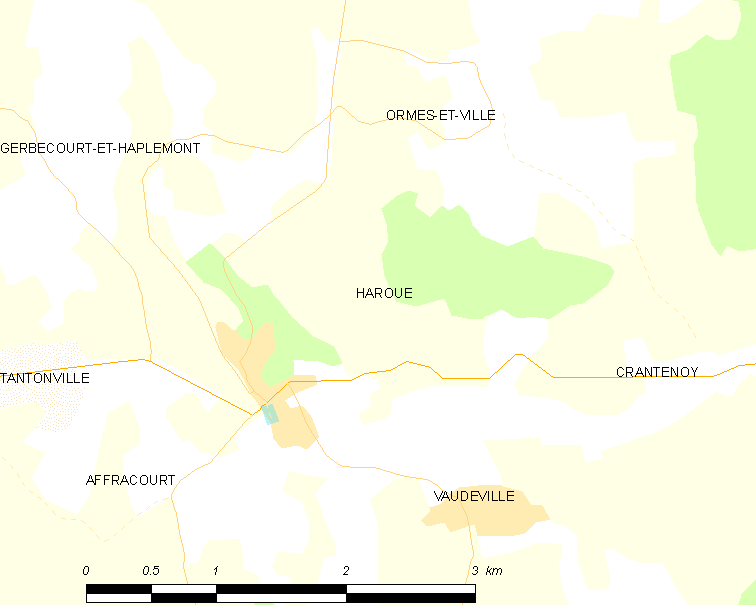
的OSM定位图

阿鲁埃的时区为UTC+01:00、UTC+02:00（夏令时）。

## 行政
阿鲁埃的邮政编码为54740，INSEE市镇编码为54252。

## 政治
阿鲁埃所属的省级选区为梅讷欧桑图瓦县。

## 人口

1962-2008年间人口变化图示

阿鲁埃于2022年1月1日时的人口数量为514人。